# Lycophotia strigula
Lycophotia strigula är en fjärilsart som beskrevs av Carl Peter Thunberg 1788. Lycophotia strigula ingår i släktet Lycophotia och familjen nattflyn. Inga underarter finns listade i Catalogue of Life.